# 建布都西宮神社
建布都西宮神社（たけふつにしのみやじんじゃ）は、徳島県阿波市土成町郡に鎮座する神社である。

## 歴史
創建年は不詳。『阿波郡誌』によれば「文安年中時ノ領主、原田大和守其荒廃ヲ嘆キテ社殿ヲ修シ、神宝トシテ神鏡一面ヲモ献ス」とあり、室町時代に既に荒廃しており、再興されたと考えられる。
『延喜式神名帳』に掲載されている建布都神社の論社の一つで、もう一つの論社は、阿波市市場町香美にある建布都神社である。かつては杉尾社とも呼ばれていた。
2000年（平成12年）に西宮神社を合祀。西宮神社は、郡城主である原田孫四郎が出雲大社より事代主命の分霊を勧請したと伝えられている。
建布都神社の神紋は丸に違い剣で、西宮神社の神紋は丸に蔓柏である。

## 祭神
- 事代主命
- 武甕槌神
- 經津主神

## 交通
- 徳島自動車道「土成インターチェンジ」より車で約10分。

## ギャラリー

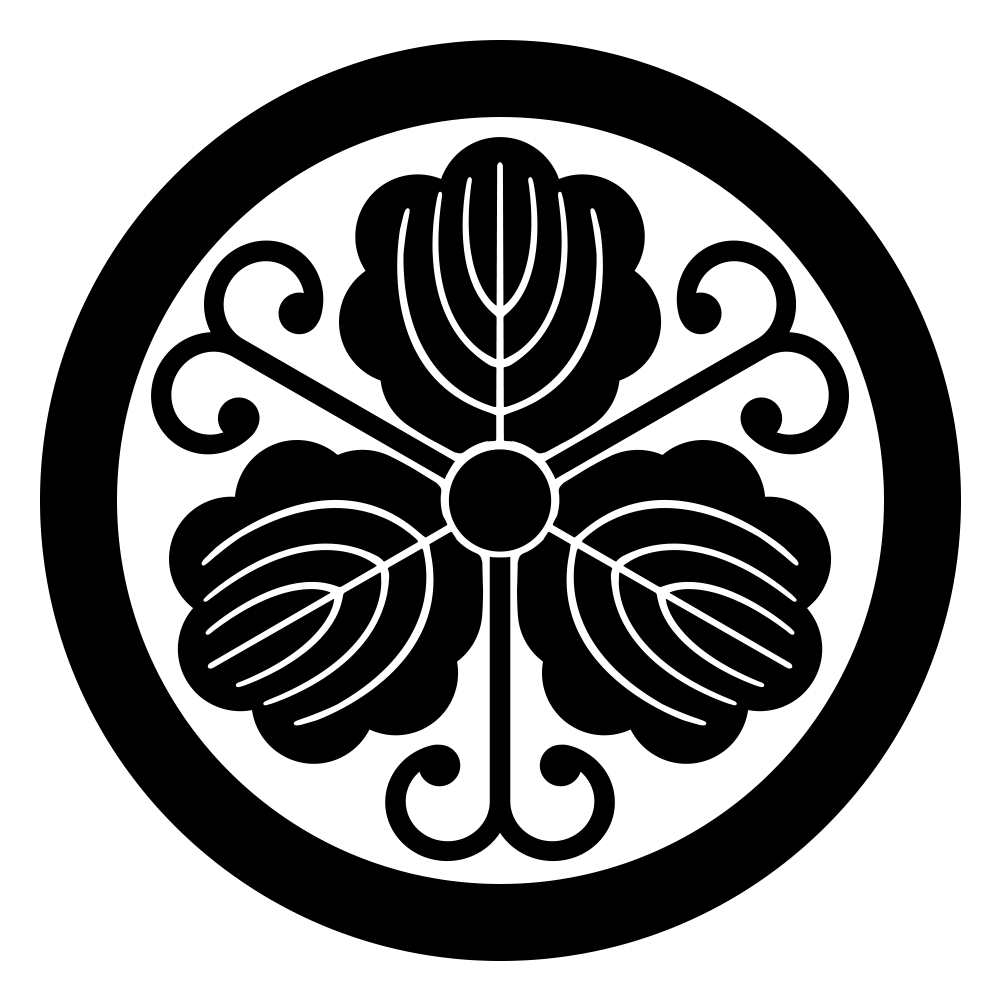
まるにつるかしわ 丸に蔓柏（西宮神社神紋）

## 参考
- 『角川日本地名大辞典 36 徳島県』（1986年 ISBN 4040013603）